# (6162) Prokhorov
(6162) Prokhorov ist ein Asteroid des Hauptgürtels, der am 25. September 1973 von der ukrainisch-sowjetischen Astronomin Ljudmyla Schurawlowa am Krim-Observatorium in Nautschnyj (IAU-Code 095) etwa 30 km von Simferopol entdeckt wurde.
Der Himmelskörper wurde nach dem sowjetischen Mathematiker Juri Wassiljewitsch Prochorow (1929–2013) benannt, der sich mit Wahrscheinlichkeitstheorie und mathematischer Statistik befasste und ab 1972 Vollmitglied der Sowjetischen Akademie der Wissenschaft war.